# Assedio di Siracusa (397 a.C.)
L'assedio di Siracusa del 397 a.C. fu il primo dei quattro infruttuosi assedi condotti dai Cartaginesi contro la polis greca di Siracusa dal 397 al 278 a.C.
Come rappresaglia dell'assedio di Mozia da parte del tiranno di Siracusa Dionisio I, il generale cartaginese Imilcone II condusse le sue forze in Sicilia. Dopo aver ripreso Mozia e fondato Lilibeo, Imilcone saccheggiò Messana, per poi porre sotto assedio Siracusa nell'autunno del 397 a.C. dopo aver sconfitto le flotte greche nella battaglia di Catania.
I Cartaginesi seguirono lo stesso metodo usato dagli Ateniesi nella battaglia di Siracusa del 415 a.C.,  riuscendo con successo a isolare la città. Tuttavia, nell'estate del 396 dilagò una pestilenza nel campo cartaginese, responsabile della morte di un gran numero di soldati. Ciò permise a Dionisio di lanciare un contrattacco combinato via terra e via mare che sbaragliò i Cartaginesi.
Le truppe libiche rimaste sul campo furono catturate e rese schiave, mentre gli Iberici presenti si unirono a Dioniso. Egli cominciò così a espandere i suoi domini, mentre i Cartaginesi, indeboliti dall'epidemia diffusasi nel loro accampamento, rinunciarono a intraprendere qualunque operazione di contrasto della città greca fino al 393.

## Contesto storico
Cartagine aveva incominciato l'invasione della Sicilia nel 406 a.C., in risposta alle incursioni greche condotta lungo le coste africane. Questa prima spedizione, comandata da Annibale Magone prima e da Imilcone II dopo, aveva consentito di conquistare e saccheggiare le città di Akragas, Gela e Kamarina. Questa serie di assalti aveva causato diversi tumulti a Siracusa, i quali permisero a Dionisio di salire al potere come tiranno. Imilcone e Dionisio erano così giunti a stipulare nel 405 a.C. un trattato di pace ai sensi del quale Cartagine otteneva il controllo dei tre quinti dell'isola, aveva decretato l'indipendenza delle città di Messina e Leontini, e Dionisio venne riconosciuto quale sovrano di Siracusa da Cartagine.

### La rottura dei rapporti greco-punici
Tra il 405 e il 398 a.C. Dionisio si occupò di consolidare la sua posizione politica e di accrescere i domini di Siracusa: ruppe il trattato con Imilcone nel 404 a.C. e incominciò una guerra con i Siculi. Cartagine non reagì, ma il tiranno siracusano si trovò in difficoltà quando una parte del suo esercitò si ribellò e assediò Siracusa. Dionisio riuscì a reprimere velocemente questa rivolta e continuò la sua campagna di conquista, annettendo le città di Naxos, Catania e Lentini. Inoltre, ampliò e rafforzò la guarnigione cittadina, preoccupandosi di assumere diversi mercenari e ampliando la flotta grazie alla costruzione di 200 nuove navi. A tali opere seguì un irrobustimento delle difese della città, trasformando l'isola di Ortigia (dove sorgeva la città originaria di Siracusa) in una fortezza e dotando Epipoli di una cinta muraria. Dionisio assunse poi degli operai per creare nuove armi (come la catapulta) e nuove navi (come la quinquereme).

### Scoppio della guerra
Nel 398 a.C., Dionisio attaccò la città cartaginese di Mozia con un esercito di 80 000 fanti e 3 000 cavalieri, assistito da una flotta di 200 navi da guerra e di 500 da trasporto (per rifornimenti e macchine belliche). L'attacco convinse Cartagine a inviare una flotta, guidata da Imilco per difendere la città, ma i siracusani riuscirono a vanificarne l'intervento di supporto. La sconfitta punica spinse diverse città greche e sicane a insorgere.
L'attacco di Dioniso causò la ribellione sia dei greci siciliani sia dei Sicani sotto il dominio cartaginese. Al tempo in cui ebbe luogo l'assedio di Mozia, solamente cinque città rimasero fedeli alla potenza nordafricana (tra queste Segesta, Entella, Palermo e Solus). Non esistendo alcun genere di forza armata locale, Cartagine poté inviare in aiutò della città solamente una flotta di 100 triremi sotto il comando di Imilco. Sconfitto il generale cartaginese, Dionisio saccheggiò la città di Mozia dopo averne sopraffatto la resistenza punica.
Una volta riorganizzate le proprie forze, Imilcò salpò dall'Africa per sbarcare a Palermo, catturando Erice e sbaragliando poco più tardi anche le forze di guarnigione sicule poste a difesa di Mozia. Levato l'assedio di Segesta, Dionisio si ritirò da Siracusa per non ingaggiare battaglia nella Sicilia occidentale, dove si concentravano forze numericamente superiori. Irrobustite le posizioni cartaginesi, Imilco fece ritorno dapprima a Palermo, poi salpò alla volta dell'Isola di Lipari con 300 navi da guerra e 300 trasporto, esigendo un tributo di 30 talenti d'argento. Sbarcato successivamente a Capo Peloro, l'esercito cartaginese affrontò le truppe inviate da Messina. Salpato con 200 navi piene di soldati e rematori scelti, Imilco riuscì a catturare e saccheggiare facilmente la città. I greci furono costretti a scappare nell'entroterra, mentre Imilcò tentò invano di catturare i forti.
Il comandante cartaginese scelse di non accamparsi a Messina: marciò invece verso sud, dove fondò la città di Tauromenion, oggi Taormina, che fece popolare con abitanti Siculi. Proprio questi ultimi iniziarono a disertare. In tale ottica il condottiero cartaginese ottenne due obbiettivi al prezzo di uno, cioè sia allontanando gli alleati da Dionisio, sia guadagnando al contempo alleati a proprio favore, utilizzati per bloccare possibili iniziative alle sue spalle dei greci di Messina. 
Ripresa la marcia verso sud seguendo la costa, affiancati dalla flotta, i cartaginesi furono bloccati da una violenta eruzione del Monte Etna che rese impossibile proseguire sulla strada a nord di Naxos. Imilco fece una deviazione con le truppe intorno al monte.
Nel frattempo Dionisio a Siracusa liberò tutti gli schiavi per equipaggiare altre 60 navi, approvvigionando i forti di Siracusa e Leontini con soldati e vettovagliamenti e reclutando al contempo circa 1000 mercenari dalla Grecia. Mosse la sua armata e la flotta a Catania per attaccare i cartaginesi: le tattiche avventate del fratello, Leptines, portarono tuttavia la flotta greca alla sconfitta nella Battaglia di Catania. Oltre 20 000 soldati e rematori, insieme a 100 navi, vennero perdute prima che fosse ordinata la ritirata.

## Forze in campo
Nel 397 a.C. Imilco guidò l'esercito cartaginese in Sicilia, composto da 50 000 uomini, 400 triremi e 600 navi da trasporto. Quando le sue forze raggiunsero Siracusa, la flotta da guerra si era ridotta a 208 navi, nonostante i circa 2 000 mezzi navali impiegati per rifornire l'esercito. Non si conosce il numero esatto di soldati presenti nella città, dato che mentre alcuni furono posti a presidio dei possedimenti cartaginesi, altri giunsero di rinforzo dai Siculi, dai Sicani e dagli Elimi.
Nello schieramento opposto, Dionisio disponeva a Catania di oltre 30 000 fanti e di una forza di cavalleria di circa 3 000 uomini, accompagnate da 180 quinqueremi. A seguito della sconfitta della sua flotta e la diserzione degli alleati, le forze di Dionisio diminuirono a 80 navi. Il tiranno greco cercò di reintegrare le perdite subito attraverso l'arruolamento di truppe mercenarie. Mentre alcuni soldati furono forniti dalla stessa popolazione di Siracusa, altre circa 30 triremi provenienti dalla Grecia si unirono successivamente alle sue unità.

### Cartaginesi
I libici fornirono sia la fanteria leggera, sia la fanteria pesante, formando le unità più disciplinate dell'intero esercito cartaginese. Le unità di fanteria pesante combattevano in formazione serrata, armate di lunghe lance e scudi rotondi, dotate inoltre di elmi e corazze di lino. La fanteria leggera libica era armata invece di giavellotti e di un piccolo scudo, simile a quello utilizzato dalla fanteria leggera iberica. Le truppe degli alleati Campani, Sardi e Galli si contraddistinguevano per l'uso del loro equipaggiamento nativo, sebbene in alcuni casi venissero rifornite ed armate dalla stessa Cartagine. I Siculi e gli altri popoli dell'isola avevano adottato l'equipaggiamento tipico degli opliti greci.
La cavalleria, fortemente disciplinata e ben addestrata, nonché equipaggiata con lance lunghe e scudi rotondi, venne fornita da libici, cittadini cartaginesi e da libifenici. La Numidia contribuì con una superba cavalleria leggera, armata di fasci di giavellotti e priva di briglie o selle. Contingenti di cavalleria provenivano anche dagli alleati Iberici e Galli. I libici erano anche responsabili della fornitura della maggior parte dei carri da guerra pesanti, trainati ciascuno da quattro cavalli. Questi ultimi andarono perduti tuttavia a causa del naufragio delle 50 imbarcazioni che li trasportavano, affondate nei pressi di Erice dai greci. In tal senso il loro uso a Sicacusa sembra escluso. Sembra esclusa inoltre anche l'ipotesi che Cartagine in questa occasione abbia fatto uso dei suoi celebri elefanti da guerra. 

### Siracusani
Pilastro dell'esercito siracusano erano in primis gli opliti, reclutati tra i cittadini delle polis dallo stesso Dionisio e affiancati da un largo contingente di soldati mercenari provenienti sia dall'Italia, sia dalla Grecia. I popoli nativi della Sicilia, come i Siculi e i Sicani, fornirono sia opliti, sia pelstati. Allo stesso tempo tra le file dell'esercito greco erano presenti unità campane, equipaggiate sul modello militare etrusco o sannita. Sebbene lo schieramento greco godesse della consolidata formazione a falange, Dionisio poteva disporre nell'eventualità di un cospicuo gruppo di forze di fanteria leggera. 
Il nucleo della flotta greca fu costruita intorno all'uso delle quinquiremi, invenzione attribuita allo stesso Dionisio, e alle triremi, spinte da una forza di rematori cittadini.